# Lorenzo della Volpaia
Lorenzo della Volpaia (1446 – 1512) è stato un architetto, matematico e orologiaio italiano.

## Biografia
Architetto, orafo, matematico, ma soprattutto orologiaio, Lorenzo è il capostipite di quella famiglia fiorentina di orologiai e costruttori di strumenti scientifici nella quale si distinsero i figli Camillo (1484-1560), Benvenuto (1486-1532), Eufrosino (fine XV-XVI secolo) e il nipote Girolamo (c. 1530-1614). Partecipò nel 1491 al concorso per la facciata di Santa Maria del Fiore di Firenze. Come orologiaio si guadagnò onori e fama con la costruzione dell'Orologio dei pianeti, commissionato da Lorenzo il Magnifico come regalo per il re d'Ungheria Mattia Corvino, ma rimasto a Firenze e donato successivamente alla Signoria per essere collocato nella Sala dell'orologio (l'attuale Sala dei Gigli) di Palazzo Vecchio. L'orologio fu restaurato nel 1560 dal nipote Girolamo. Una fedele ricostruzione dell'Orologio dei pianeti è esposta nel Museo Galileo di Firenze.
Fu certamente in rapporto con Leonardo da Vinci, che è citato nel taccuino manoscritto di Benvenuto, conservato presso la Biblioteca Marciana di Venezia. Lorenzo partecipò alle discussioni sulla collocazione del David, sostenendo, come Giuliano da Sangallo, l'opportunità di sistemare la statua nella Loggia dei Signori. La sua bottega in via degli Albertinelli, poi dell'Oriuolo, sarà ereditata e condotta dai figli per tutto il corso del XVI secolo.